# Икута, Эрина
Эрина Икута (яп. 生田 衣梨奈 Икута Эрина, род. 7 июля 1997 года в префектуре Фукуока, Япония) — японский идол, участница 9-го поколения японской поп-группы Morning Musume.

## Биография

### 2010
Впервые появилась на телевидении как одна из пяти финалисток прослушивания в 9-е поколение группы Morning Musume.

### 2011
2 января 2011 года на концерте Hello! Project 2011 Winter «Kangei Shinsen Matsuri» Цунку, продюсер Morning Musume, представил Икуту как одну из трёх победительниц прослушивания, вместе с Рихо Саяси и Канон Судзуки. Четвёртой участницей Morning Musume 9-го поколения стала Мидзуки Фукумура.

## Группы и юниты Hello! Project
- Morning Musume (2011 — настоящее время)
- Hello! Project Mobekimasu (2011)

## Дискография

### Студийные альбомы
Morning Musume
- [2011] 12, Smart
- [2012] 13 Colorful Character
- [2013] The Best! ~Updated Morning Musume~
- [2014] Morning Musume '14 Coupling Collection 2
- [2014] One・Two・Three to Zero
- [2014] 14shou ~The message~
- [2017] 15 Thank you, too
- [2018] Hatachi no Morning Musume

### Синглы
Hello! Project Mobekimasu
- «Busu ni Naranai Tetsugaku» (16 ноября 2011 года)

## Фильмография

### Театр
- Re-born: Inochi no Audition (8–17 октября 2011, Space Zero Hall, Токио)
- Stacies - Shoujo Saisatsu Kageki (6-12 Июня 2012, Space Zero Hall, Токио) [6]
- TRIANGLE (18-28 июня, 2015, Ikebukuro Sunshine Theater, Токио)[7]
- Zoku 11nin Iru! Higashi no Chihei, Nishi no Towa (11-12 июня 2016, Kyoto Gekijo in Kyoto, Киото) (16-26 июня 2016, Ikebukuro Sunshine Theater, Токио)[8]
- Pharaoh no Haka  (2-11 июня 2017, Ikebukuro Sunshine Theater, Токио)[9]
- Pharaoh no Haka ~Hebi Ou Sneferu~ (1—10 июня 2018, Ikebukuro Sunshine Theater, Токио; 15—17 июня 2018, Mielparque Hall, Осака)[10]

### DVD & Blu-ray
Сольные DVD & Blu-ray
| # | Название               | Дата выпуска    | Чарты               | Лейбл           |
| # | Название               | Дата выпуска    | Oricon Weekly Chart | Лейбл           |
| - | ---------------------- | --------------- | ------------------- | --------------- |
| 1 | Greeting ~Ikuta Erina~ | 12 августа 2011 | —                   | e-Hello! series |
| 2 | It’s a lovely day      | 24 октября 2014 | —                   | e-Hello! series |

### Фотокниги
Сольные фотокниги
- Erina (22 октября 2016, Odyssey Books)[12]
- if (20 января 2018, Odyssey Books)[13]

Совместные фотокниги
- Alo-Hello! Morning Musume 9ki Member Shashinshuu (16 декабря 2012, Kids Net, ISBN 978-4-0489-5474-7)
- Morning Musume '14 BOOK "Sayumin no... Oshiete Kouhai!" (20 января 2015, Wani Books, ISBN 978-4-8470-4715-2)[14]
- Morning Musume '17 Shijou Drama "Haikei, Haru-senpai! ~Higashi-Azabu Koukou Hakusho~" (11 декабря 2017, Wani Books, ISBN 978-4-8470-4982-8)[15]
- Morning Musume 20 Shuunen Kinen Official Book (19 июня 2018, Wani Books, ISBN 978-4-8470-8125-5)[16]
- Morning Musume '18 Micchaku Documentary Photobook "NO DAY , BUT TODAY 21 Nenme ni Kaita Yumetachi VOL.1" (14 сентября 2018, Tokyo News Service, ISBN 4863368216)
- Morning Musume '18 Micchaku Documentary Photobook "NO DAY , BUT TODAY 21 Nenme ni Kaita Yumetachi VOL.2" (14 сентября 2018, Tokyo News Service, ISBN 4863368224)
- Morning Musume '18 Micchaku Documentary Photobook "NO DAY , BUT TODAY 21 Nenme ni Kaita Yumetachi VOL.3" (14 сентября 2018, Tokyo News Service, ISBN 4863368232)

## См.также
- Morning Musume
- Список участниц Morning Musume
- Дискография Morning Musume